# Шондонг
Шондонг (вьет. hang Sơn Đoòng) — пещера во Вьетнаме, самая крупная пещера в мире. Она находится в Центральном Вьетнаме, в провинции Куангбинь, в национальном парке Фонгня-Кебанг, в 500 километрах к югу от Ханоя и в 40 км от центра провинции — Донгхоя. Местным жителям эта пещера известна с 1991 года, в апреле 2009 года её обнаружила группа британских спелеологов. В пещере имеется подземная река, затопляющая некоторые части пещеры в сезон дождей.
Изучение почти 6500 метров пещеры показало, что в некоторых местах она достигает 200 метров (по косвенным данным — до 250 м) в высоту и 150 метров в ширину.
Считается пещерой с самыми широкими и высокими проходами.
Общий объём пещеры оценивается в 38,5 млн м³.
В некоторых местах пещеры, куда через провалы свода проникает свет, растут трава и деревья.
Координаты пещеры, по данным 2009 года: 48Q 0637213E 1929805N, по данным 2012 года: 48Q 637258E 1929750N.